# Sopio Tkeszelaszwili
Sopio Tkeszelaszwili (ur. 23 października 1979) – gruzińska szachistka, arcymistrzyni od 2001 roku.

## Kariera szachowa
W latach 1991–1999 wielokrotnie reprezentowała Gruzję (jak również Związek Radziecki, w 1991 r.) na mistrzostwach świata i Europy juniorek w różnych kategoriach wiekowych, zdobywając 7 medali: 3 złote (Mamaia 1991 – ME do 12 lat, Tallinn 1997 i Erywań 1998 – oba na ME do 20 lat), 3 srebrne (Warszawa 1991 – MŚ do 12 lat, Bratysława 1993 – MŚ do 14 lat i Guarapuava 1995 – MŚ do 16 lat) oraz brązowy (Patras 1995 – ME do 20 lat).
W 1999 r. podzieliła II m. (za Nino Churcidze, wspólnie z m.in. Natašą Bojković, Lelą Dżawachiszwili i Mają Lomineiszwili) w turnieju strefowym rozegranym w Tbilisi oraz wystąpiła w trzeciej reprezentacji Gruzji na drużynowych mistrzostwach Europy w Batumi. W 2002 r. podzieliła IV m. (za Mają Lomineiszwili, Aną Matnadze i Sopio Nikoladze, wspólnie z Sopiko Tereladze) w finale indywidualnych mistrzostw Gruzji. W latach 2000 (w Nowym Delhi) i 2004 (w Eliście) dwukrotnie uczestniczyła w pucharowych turniejach o mistrzostwo świata, w obu przypadkach przegrywając swoje pojedynki w I rundach (odpowiednio z Alisą Marić oraz Xu Yuhua).
Najwyższy ranking w karierze osiągnęła 1 lipca 2003 r., z wynikiem 2321 punktów zajmowała wówczas 98. miejsce na światowej liście FIDE, jednocześnie zajmując 9. miejsce wśród gruzińskich szachistek).